# Islám v Řecku

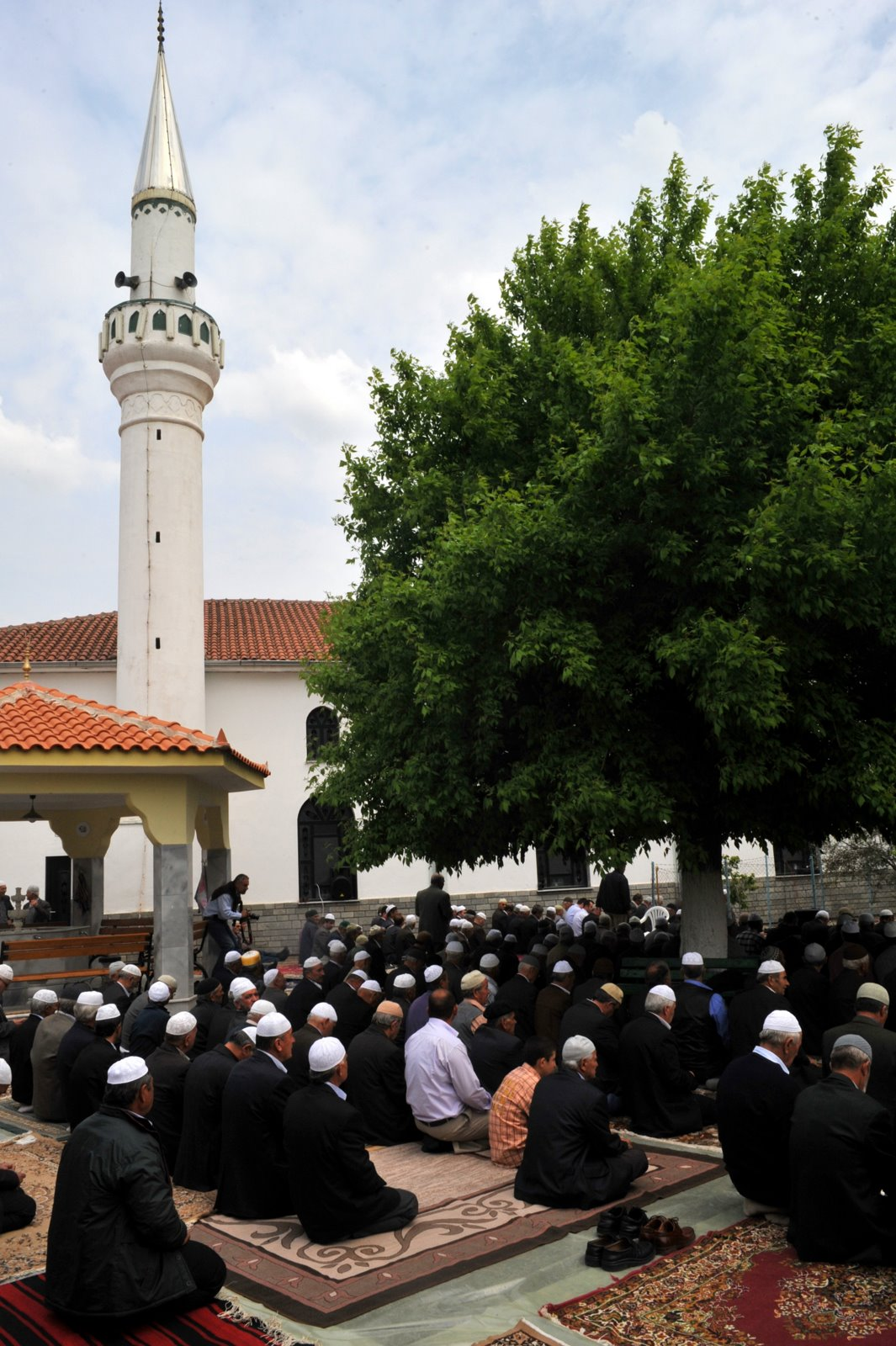
Řečtí muslimové u mešity ve vesnici Fillyra ve Východní Makedonii a Thrákii

Islám v Řecku je reprezentován řadou původních komunit vzniklých v období Osmanské říše na Krétě, v Epiru, západní řecké Makedonii a Východní Makedonii a Thrákii. Muslimské obyvatelstvo Řecka se tradičně označovalo jako Turci či Albánci, ale kromě turečtiny a albánštiny používalo i řečtinu, bulharštinu a arumunštinu. Ve většině případů šlo o potomky islamizovaného původního obyvatelstva Řecka, tedy Řeků, Arvanitů, Slovanů a Arumunů. V moderní době se počet muslimů v Řecku zvýšil v důsledku přílivu muslimských imigrantů, kteří se usídlili především v Athénách.

## Řecky hovořící muslimové
Sami se označovali jako Turci a tak je vnímalo i křesťanské řecké obyvatelstvo. Šlo o potomky křesťanských Řeků, kteří přestoupili na islám, uchovali si však svůj jazyk a tradice. Takové obyvatelstvo se nacházelo na území celého Řecka, nejvíce se však nacházelo na území Makedonia a toto obyvatelstvo se nazývalo Valaádi, obývalo vesnice severozápadně od města Kozani. Velké množství řecký mluvících muslimů obývalo Krétu a v 19. století toto obyvatelstvo mohlo tvořit až 40% krétského obyvatelstva. Menší část řecky mluvících muslimů žila i na Peloponésu a v kraji Epirus (zde zejména ve větších městech jako Ioánnina). Menšinu tvořilo toto obyvatelstvo i na egejských ostrovech. V roce 1923, během řecko-turecké výměny obyvatelstva, byli krétští, makedonští a epirští řecky mluvící muslimové vystěhováni do Turecka; obývají zejména území západního Turecka a mnoho z nich si dodnes udrželo řecký jazyk, ačkoli sami sebe vnímají jako Turky. Část muslimských Kréťanů se usadila v Sýrii ještě během povstání křesťanských Kréťanů proti Turkům a dodnes si tu udrželi řecký jazyk. Muslimové z Peloponésu byli vyhnáni dříve, během Řecké osvobozenecké války v roce 1821 a jejich potomci dnes žijí ve městě Antalya.

## Albánsky hovořící muslimové
Albánci (tehdy známí jako Arvanité) přicházeli do Řecka a dnešní jižní Albánie mezi 11.–16. stol. jako ortodoxní řečtí křesťané. Jelikož byli křesťané, sami se označovali jako Řeky a v Řecku se udrželi dodnes. Po nastolení osmanské nadvlády však mnozí z nich přestoupili na islám, uchovali si však svůj jazyk a dokonce i arvanitskou identitu. Takto se islamizovalo téměř celé albánské obyvatelstvo kraje Epirus. Mnoho albánských muslimů měl i Peloponés. Po roce 1923 byla většina z nich odsunuta do Turecka, kde si dodnes uchovali svůj jazyk. Takzvaní Čamští Albánci z řeckého kraje Epirus byli Řeky násilně vystěhováni do Albánie po 2. sv. válce, protože jako partyzáni bojovali za fašismus.

## Turecky hovořící muslimové
Toto obyvatelstvo obývalo různé části Řecka, ve většině případů se jednalo o poturčené původní obyvatele. Pouze Turci z kraje Thesálie sem byli přesídleni z anatolských města Konya jako rolníci, přičemž se také jednalo o již poturčené anatolské řecké obyvatelstvo. Turecké obyvatelstvo žilo zejména ve větších městech. V roce 1923 byla většina Turků vystěhována do Turecka, jedině muslimské obyvatelstvo z řecké Thrákie tu mohlo zůstat a tak zde tvoří dodnes muslimskou tureckou menšinu. Turci z Peloponésu či Thesálie však byli Řeky vyhnáni během po řecké osvobozenecké války a bezprostředně po ní.

## Slovanští muslimové

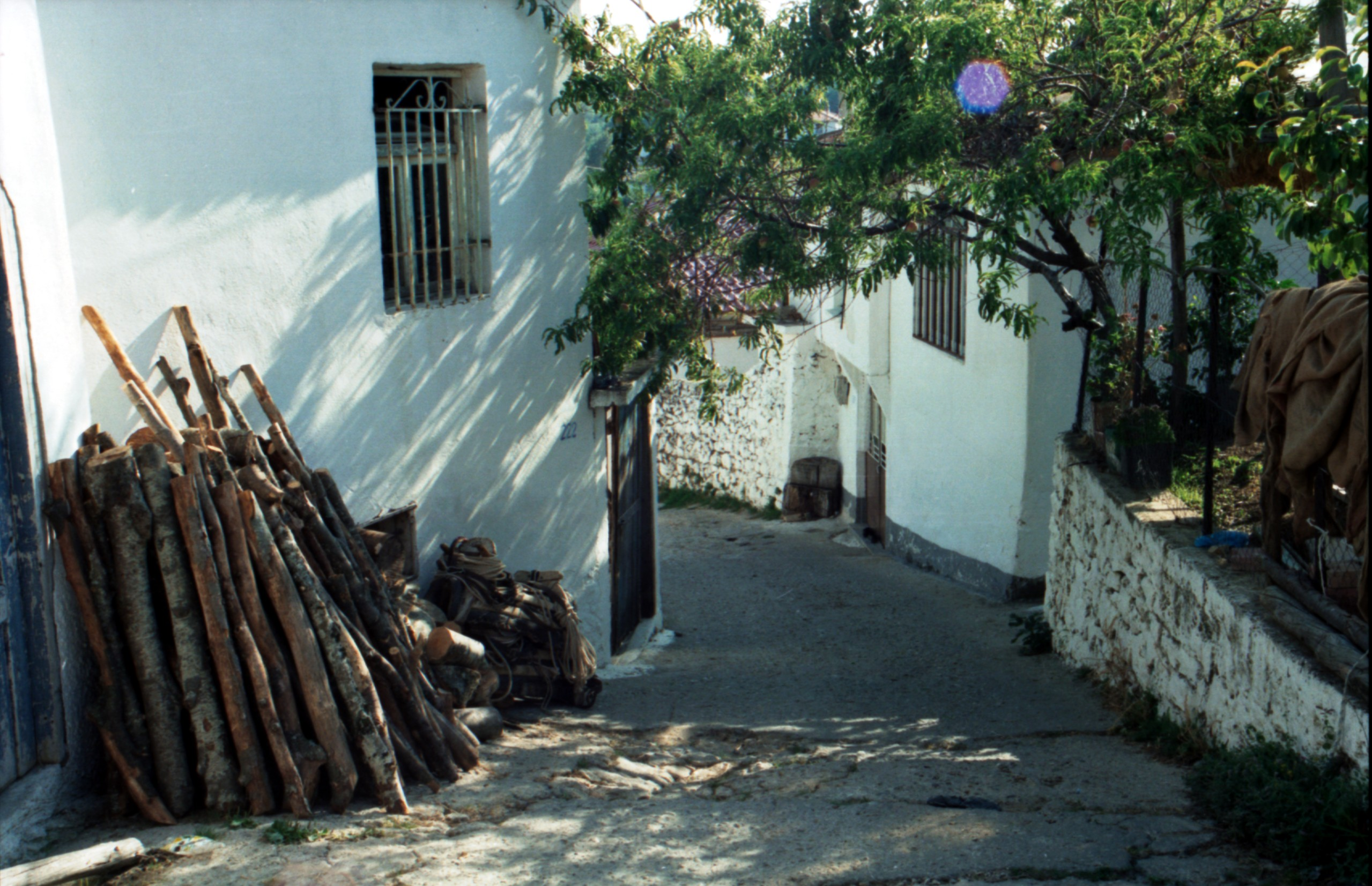
Pomacká vesnice v Thrákii

Slovanské obyvatelstvo obývalo sever dnešního Řecka, část z nich také přestoupila na islám a to nejvíce v řecké Thrákii. Toto obyvatelstvo se nazývá Pomaci, v Řecku žijí dodnes a sami sebe označují za Turky. Zbytek slovanských muslimů byl v roce 1923 odsunut do Turecka, kde slovanský jazyk přestali používat.

## Arumunští muslimové
Arumuni jsou románské obyvatelstvo obývající určité části severního Řecka. Nejvíce arumunských muslimů obývalo řeckou Makedonii, po roce 1923 byli odsunuti do Turecka, zejména do oblasti turecké Thrákie, dnes však arumunský jazyk v Turecku neexistuje. 

## Současná situace

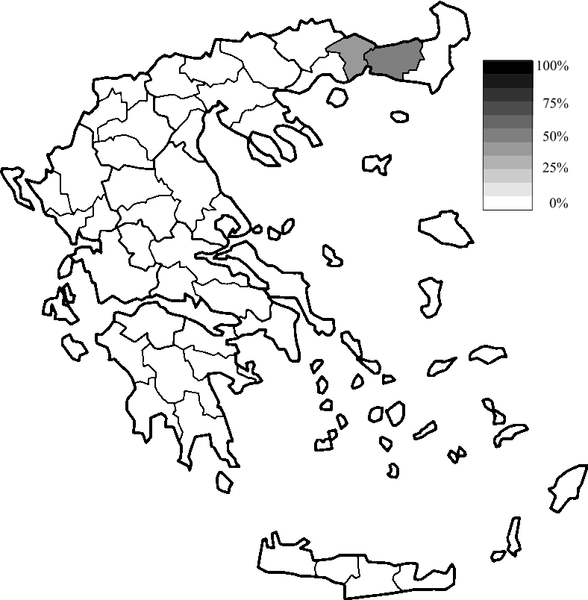
Muslimové podle sčítání z roku 1991 – muslimy obývaná oblast v západní Thrákii černě

Původní řečtí muslimové obývají zmíněné území Thrákie a jde o slovanské Pomaky, turecky hovořící obyvatelstvo a o Cikány. Všichni se však označují za Turky, dochází zde k dobrovolné turkifikaci a ztrátě vlastního jazyka ve prospěch turečtiny, všichni však ovládají i řečtinu. Turecky mluvící muslimské obyvatelstvo obývá i ostrov Rhodos a Kós, které v době řecko-turecké výměny obyvatel patřily Itálii, dnes se však jedná jen o pár stovek lidí, protože se většina z nich se dobrovolně vystěhovala do Turecka poté, co ostrov připadl Řecku.
Mnoho muslimů se do Řecka dostalo v průběhu 20. století jako přistěhovalci z různých muslimských zemí jako Albánie či Pákistán. Koncentrují se zejména v Athénách. Funkční mešity se nacházejí v muslimských vesnicích v řecké Thrákii a městě Xanthi, jedna stojí v Aténách, přičemž byla postavena ve 21. stol. a jedna se nachází na ostrově Rhodos.

## Vztahy mezi křesťany a muslimy
V minulosti, během osmanské nadvlády nad Řeckem, byly vztahy mezi muslimy a křesťany napjaté, v očích Řeků byl každý muslim automaticky Turek a tak proti nim bojovali často místní zbojníci, kleftové a armatolové. Muslimové byli viděni jako původci národního útlaku a ponižování, i to je jeden z důvodů, proč povstalečtí Řekové v roce 1821 vyhnali celé peloponéské muslimské obyvatelstvo do Malé Asie. Během této války se šířilo heslo Kalos Turkos, mono nekros (Dobrý Turek, pouze mrtvý). Řecká církev odmítala uznávat jakákoli křesťansko-muslimské manželství, v případě narození dítěte, které mělo jednoho z rodičů muslima ho církev odmítla pokřtít a předala ho do muslimské turecké výchovy. 

## Známí řečtí muslimové

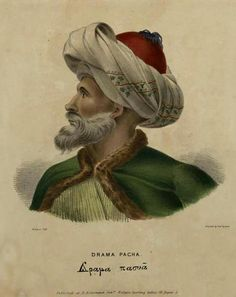
Mahmud Dramali Paša

- Ahmed I. – (1590–1617), osmanský sultán, jeho matka byla Řekyně
- Ahmed III. – (1673–1736), osmanský sultán, jeho matka byla Kréťanka
- Ibrahim I. – (1615–1648), osmanský sultán, jeho matka byla Řekyně z ostrova Tinos
- Mustafa Chazandar – vládce Tuniska v 19. stol., původem Řek z ostrova Chios
- Raghib Paša – premiér Egypta v 19. stol., původem Řek z ostrova Chios
- Mahmud Dramali Paša – turecký generál vyslaný proti rebelujícím Řekům v roce 1821, kteří ho nakonec v bitvě zabili, měl albánský a řecký původ, pocházel z řeckého města Drama
- Azis Tahir Ajdonati – jeden z deklarantů albánské nezávislosti na Osmanské říši, původem Albánec z Epiru
- Hüseyin Hilmi Paša – poslední velkovezír Osmanské říše do roku 1923, původem Řek z ostrova Lesbos
- Mustafa Denizli – bývalý turecký fotbalista a trenér, původem Řek z Kréty
- Bergüzar Korel – turecká herečka, představitelka Šehrezády Evliyaoğlu v seriálu Tisíc a jedna noc, původem Řekyně z Kréty.